# Romorantin-Lanthenay
Romorantin-Lanthenay ist eine französische Stadt mit 18.377 Einwohnern (Stand 1. Januar 2022) im Département Loir-et-Cher in der Region Centre-Val de Loire. Sie ist Verwaltungssitz des Arrondissements Romorantin-Lanthenay und gehört zum Kanton Romorantin-Lanthenay.

## Geographie
Die Stadt Romorantin-Lanthenay liegt in der waldreichen Seenlandschaft Sologne an der Sauldre, etwa 25 Kilometer nordwestlich von Vierzon und etwa 40 Kilometer südwestlich von Blois. Nachbargemeinden von Romorantin-Lanthenay sind Millançay, Veilleins, Pruniers-en-Sologne, Villeherviers und Villefranche-sur-Cher.

## Geschichte
Die Stadt entstand am 29. Mai 1961 durch die Zusammenlegung der Gemeinden Romorantin (1882: 7826 Einwohner) und Lanthenay (1882: 2094 Einwohner). Mit dem Zusammenschluss von Romorantin und Lanthenay wurde das Gemeinwesen die zweitgrößte Stadt des Departements. 
Romorantin wurde 1196 zum ersten Mal in einer Urkunde des Grafen von Blois erwähnt. Es war die alte Hauptstadt der Landschaft Sologne. Hier erließ der Kanzler l’Hôpital im Mai 1560 das berühmte Edikt von Romorantin gegen die Einführung der Inquisition in Frankreich. Der Ort entwickelte ein bedeutendes Gewerbe der Wollverarbeitung und der Tuchwebereien. Die letzte Textilfabrik schloss 1969.
Der Flugplatz Romorantin-Pruniers war im Ersten Weltkrieg eine bedeutende Basis der US-amerikanischen Expeditionsstreitkräfte.

## Bevölkerungsentwicklung
| Jahr                       | 1962   | 1968   | 1975   | 1982   | 1990   | 1999   | 2011   | 2021   |
| -------------------------- | ------ | ------ | ------ | ------ | ------ | ------ | ------ | ------ |
| Einwohner                  | 11.777 | 14.096 | 16.719 | 17.692 | 17.865 | 18.350 | 16.908 | 18.377 |
| Quellen: Cassini und INSEE |        |        |        |        |        |        |        |        |

## Sehenswürdigkeiten
- Musée de Sologne
- Musée Matra (Sportwagen)
- Die ehemalige Kirche von Monthault aus dem 12. bis 15. Jahrhundert steht heute auf dem Stadtgebiet von Romorantin-Lanthenay. Sie ist heute im Privatbesitz und steht seit 1936 auf der Liste der Monuments historiques.
- Pfarrkirche Saint-Étienne (11. bis 13. Jahrhundert), teilweise als Monument historique klassifiziert
- Pfarrkirche Saint-Pierre, Saint-Paul, Saint-Laurent et Saint-Aignan in Lanthenay (12. Jahrhundert)
- Reste der ehemaligen Abtei Notre-Dame-du-Lieu (13. bis 14. Jahrhundert)
- Hôtel Saint-Paul, genannt Maison de François Ier, 16. Jahrhundert (Monument historique)
- Carroir doré, ein Haus mit Holzwänden, das das archäologische Museum beherbergt
- Chancellerie (Kanzlei), ein Haus mit Holzwänden, 16. Jahrhundert, das die königlichen Siegel Franz I. beherbergt (Monument historique)
- Dolmen Pierre couverte von Bué in einem Waldstück im Weiler Bué, südöstlich von Bagneux bei Romorantin-Lanthenay
- Kapelle Notre-Dame-des-Aydes
- Kapelle Saint-Guillaume (ehemals Hôtel-Dieu) mit Beffroi und Uhrenturm
- Kapelle Saint-Roch
- Kapelle Institution Notre-Dame

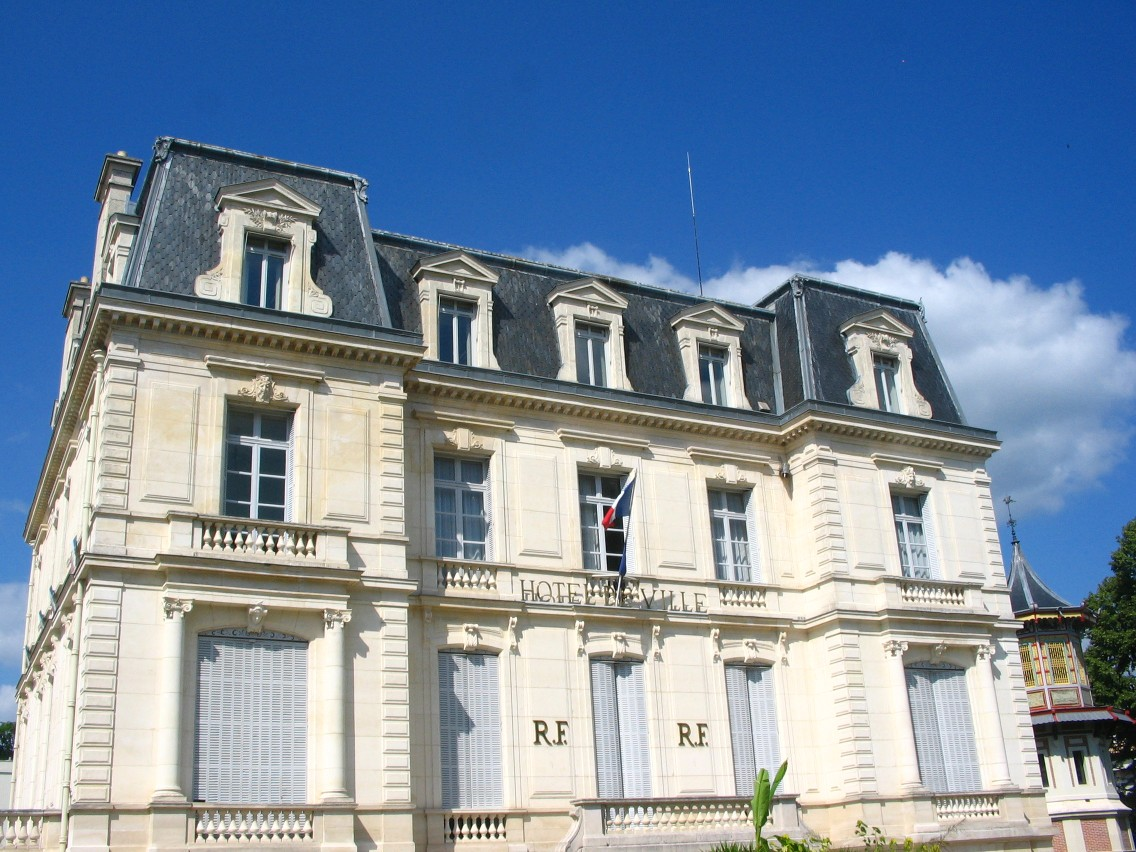
Rathaus (Hôtel de ville)
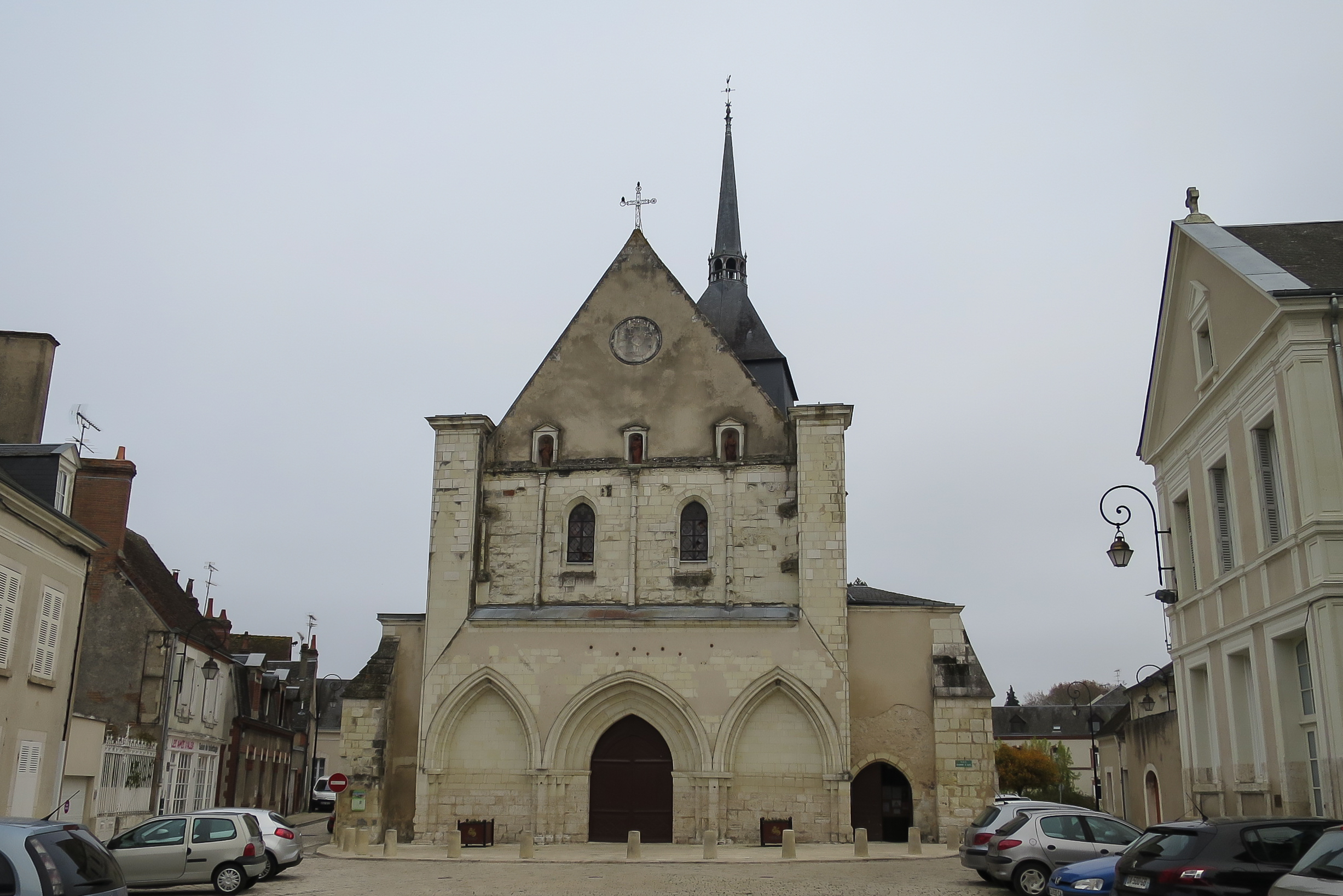
Kirche Notre-Dame et Saint-Étienne
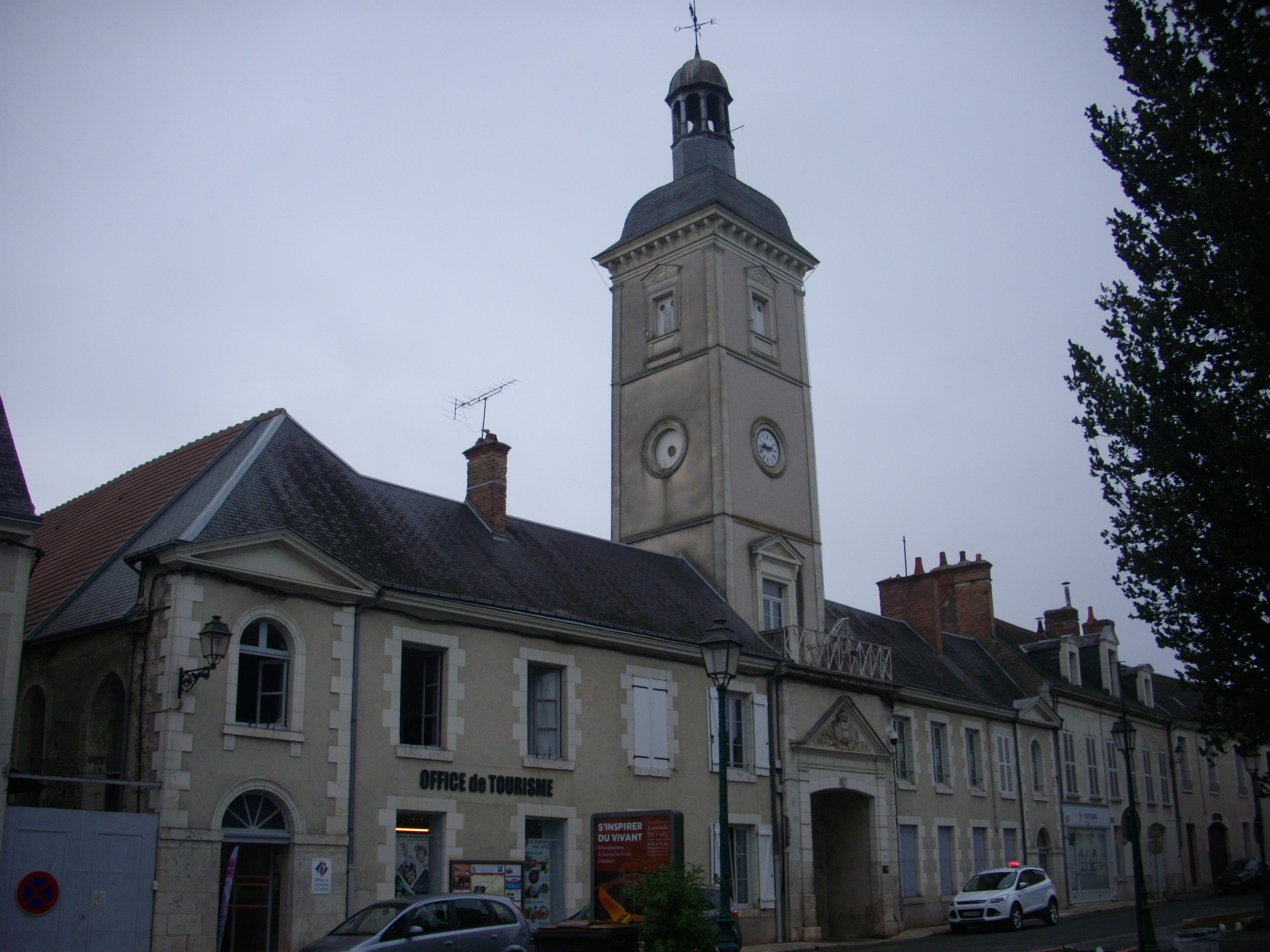
Hôtel-Dieu mit Beffroy
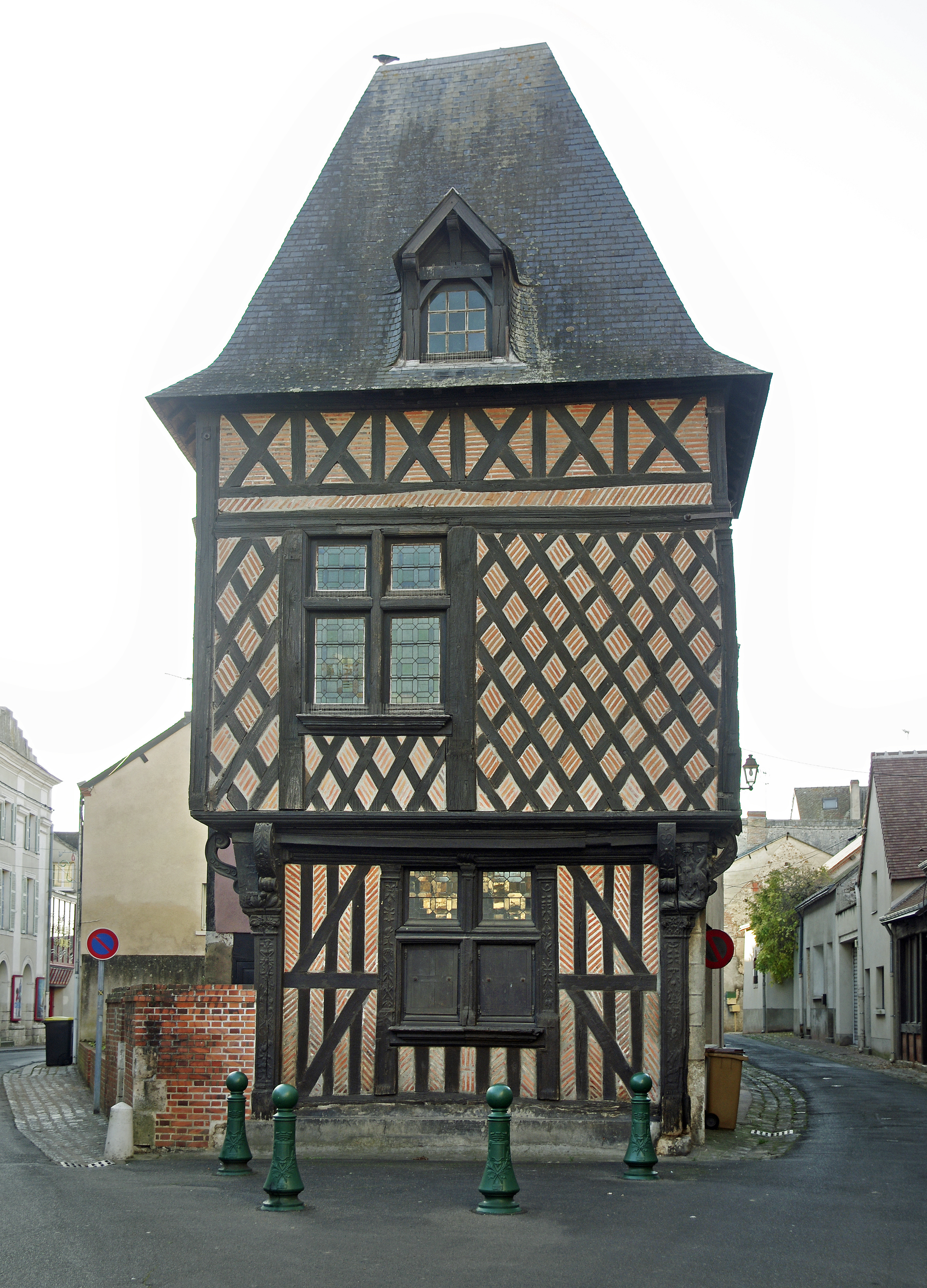
„Chancellerie“
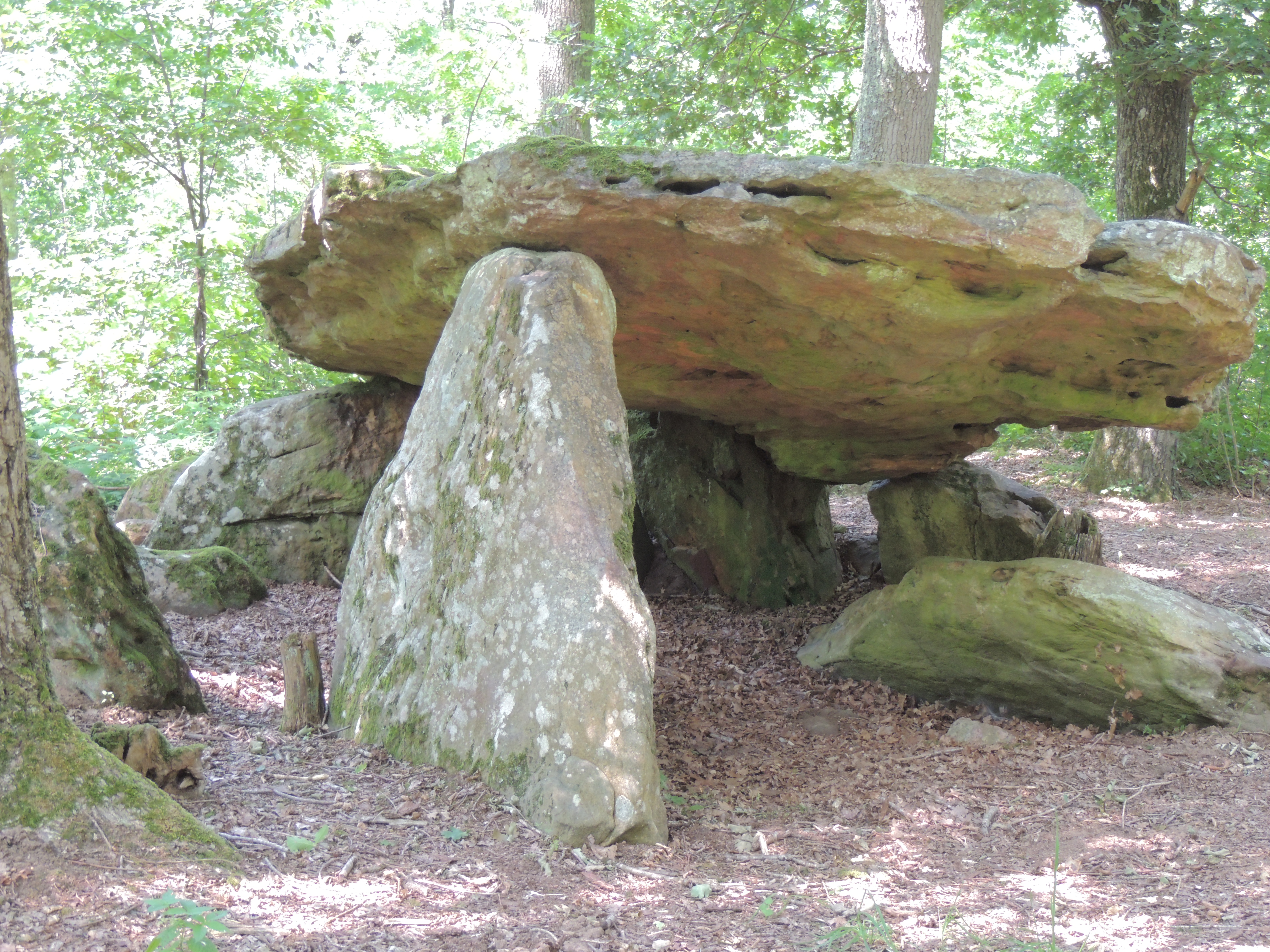
Pierre couverte von Bué

## Städtepartnerschaften
Partnerstädte von Romorantin-Lanthenay sind:
- Long Eaton, Großbritannien, seit 1961
- Langen (Hessen), Deutschland, seit 1968
- Aranda de Duero, Spanien, seit 2008
- Mudanya, Türkei, seit 2012

1971 wurde die gegenseitige Dreier-Partnerschaft zwischen Romorantin, Langen und Long-Eaton besiegelt.

## Persönlichkeiten
- Die spätere Königin Claude de France (1499–1524) wurde am 13. Oktober 1499 in Romorantin geboren.
- Alfred Cornu (1841–1902), Physiker, starb hier im Jahr 1902.
- Rémy Dumoncel (1888–1945), Verleger, Bürgermeister der Stadt Avon und Widerstandskämpfer, wurde 1888 hier geboren.
- Max Morand (1900–1990), Physiker und Physikdidaktiker